# صنعتی‌سازی جایگزین واردات

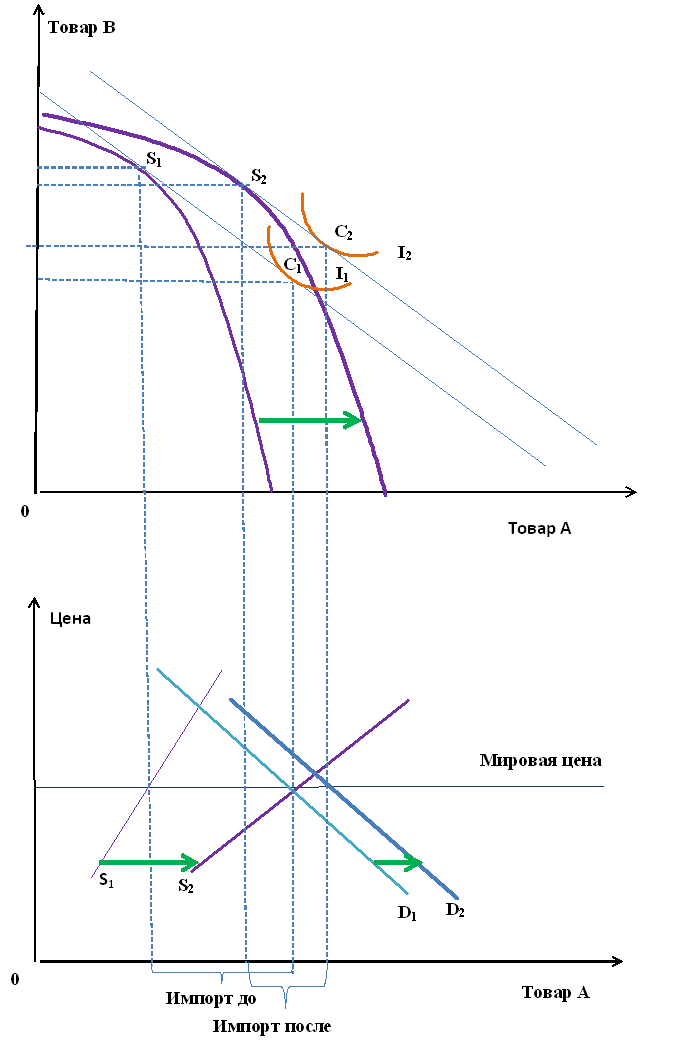
توسعه صنعتی‌سازی جایگزین واردات
Товар = کالا، Цена = قیمت.

صنعتی‌سازی جایگزین واردات (به انگلیسی:Import substitution industrialization) یکی از راهبردهای توسعه در نظر گرفته می‌شود که بعضی کشورهای رو به توسعه در دوره‌های مختلف حیات خود آن را برگزیده‌اند. در سال‌های نخست پس از جنگ جهانی دوم بسیاری از اقتصاددان‌ها به این نتیجه رسیدند که سیاست صنعتی کردن بهترین راهبرد برای نیل به پیشرفت اقتصادی است و این سیاست رااز طریق جایگزینی واردات با استقرار صنایع داخلی که تحت حمایت نظام سهمیه‌بندی و تعرفه‌ی گمرکی بود پیش بردند.